# Dascillidae
Dascillidae es una familia de insectos en el orden Coleoptera. Son escarabajos de cuerpo blando. Por lo menos existen 15 géneros y unas 80 especies descriptas en Dascillidae.
Lawrence and Newton (1995) indican que la autoría de esta familia corresponde a 'Guérin Méneville, 1843 (1834)'.

## Descripción
Los escarabajos alcanzan una longitud corporal de 4.5 a 25 milímetros. Tienen un cuerpo elíptico y largo, de dos a cuatro veces más largo que ancho. Los élitros son de dos a ocho veces más largos que el pronoto. Su cuerpo es generalmente gris, marrón o naranja-parduzco. Tienen un pelo aterciopelado muy denso, que generalmente cubre el color básico.
Sus antenas de once segmentos, en forma de hilo o más o menos pectinadas miden aproximadamente la mitad de la longitud del cuerpo. Algunas especies, como B. Escalerina microcephala, tienen mandíbulas fuertes. Las patas tienen cinco segmentos tarsales con pequeños lóbulos a ambos lados del segundo al cuarto segmento. Sus alas están bien desarrolladas. El abdomen tiene ocho segmentos.

## Hábitat y distribución
Las larvas se encuentran en el suelo húmedo o bajo rocas, los adultos se suelen encontrar en el pasto en la primavera. Están en el hemisferio norte y Australia, ausentes en África y Sudamérica.

## Géneros
- Anorus LeConte, 1859
- Dascillus Latreille, 1796